# رياضيات تجريبية
الرياضيات التجريبية (بالإنجليزية: Experimental mathematics)‏ هي نهج للرياضيات يتم فيه استخدام الحساب لاستكشاف الأشياء الرياضية وتحديد الخصائص والأنماط. تم تعريفه على أنه «فرع الرياضيات الذي يهتم في النهاية بتدوين ونقل الرؤى داخل المجتمع الرياضي من خلال استخدام استكشاف التخمينات التجريبية (بالمعنى الجاليلي أو البيكوني أو الأرسطي أو الكانطي) للتخمينات والمعتقدات الأكثر رسمية. وتحليل دقيق للبيانات المكتسبة في هذا المسعى».
كما عبر بول هالموس: «الرياضيات ليست علمًا استنتاجيًا، إنها كليشيهات. عندما تحاول إثبات نظرية، فأنت لا تسرد الفرضيات فقط، ثم تبدأ في التفكير. ما تفعله هو التجربة والخطأ، والتجريب، التخمين. تريد معرفة الحقائق، وما تفعله في هذا الصدد مشابه لما يفعله فني المختبر.»